# Platyceps somalicus
Espèce
Synonymes
- Zamenis somalicus Boulenger, 1896

Platyceps somalicus  est une espèce de serpents de la famille des Colubridae.

## Répartition
Cette espèce se rencontre en Somalie et en Éthiopie.

## Description
L'holotype de Platyceps somalicus, une femelle, mesure 440 mm dont 0 mm pour la queue. Cette espèce a la face dorsale brun grisâtre pâle avec des rayures sombres et de petits points sur les flancs. Sa face ventrale est blanche.

## Étymologie
Son nom d'espèce lui a été donné en référence au lieu de sa découverte.

## Publication originale
- Boulenger, 1896 : A list of the reptiles and batrachians collected by the late Prince Eugenio Ruspoli in Somaliland and Gallaland in 1893. Annali del Museo civico di storia naturale di Genova, ser. 2, vol. 17, p. 5-14 (texte intégral).